# 鐵道頻道
鐵道頻道（日语：／ Tetsudo Channel */?，是日本一個以通訊衛星（CS）進行直播的卫星电视主題頻道。由Express營運，可以透過於日本國內的有線電視、dTV頻道接收觀看。

## 成立概要
2011年7月1日、完美天空JSAT與Sky Vision公佈開始日本首個以鐵道為題裁的專門主題電視頻道，並命名為「鐵道頻道」，落戶於スカパー!第255台。由山守文雄擔任首任頻道總監，他在記者會表示「除了（全日本）有100至150萬的鐵道迷外，也想開拓對鐵道旅遊有興趣的活躍長者群。」。
除了山守文雄外，也找來了演員六角精兒擔任名譽局長；本身也是鐵道迷的搞笑組合「DARLING HONEY」成員吉川正洋擔任製作人；久野知美擔任播音員。另外也邀請了對鐵道有濃厚興趣或認識的藝人，如樂隊組合「SUPER BELL"Z」的野月貴弘、Horipro的經理人南田裕介等積極的參與，使頻道不斷製作獨特的企劃節目。另外，在開台前已有拍攝過鐵道節目的中川家禮二也在利用極少使費的情況下，自導自演了《中川家禮二的鐵學時間》（共24集）及《前進!中川電鐵"それゆけ!中川電鉄》（共24集）。
另外，由吉川正洋所出演的《新・鐵道一人旅》一共拍攝了193集，成為了頻道內其中一個非常受歡迎的節目。

## 沿革
- 1996年10月：PerfecTV!開始廣播時，以「ACCESS!」名義開台。為委託放送事業者Express的子公司「C&E Company」負責。
- 2001年7月：台名改稱為「交通情報Access」。
- 2002年2月：台名改稱為「交通情報Access plus 天氣」。
- 2003年4月：Express 將 C&E Company 合併，使它成為电信服务利用型广播电视节目内容提供商（電氣通信役務利用放送事業者）。
- 2006年4月：Express 將「交通情報Access plus 天気」製作部門轉讓予Express Contents Bank（エキスプレス・コンテンツバンク）。
- 2009年4月：台名改回稱為「ACCESS」。
- 2010年：

- 5月：連同本頻道在內的CS3頻道營運轉讓予Sky Vision 。
- 7月：Sky Vision成為电信服务利用型广播电视节目内容提供商。

- 2011年7月：台名改稱為「鐵道頻道」[6]。
- 2012年10月：高清版本於546台開始播放。月費為1000日圓（2021年起連稅為1100日圓）[7]。
- 2013年1月：SKY PerfecTV! Premium Service（日语：スカパー!プレミアムサービス）（標準畫質）的放送事業者變換為SKY Perfect Broadcasting Corporation（日语：スカパー・ブロードキャスティング）。
- 2014年：

- 5月：255台（標清頻道）終止播出。
- 9月：運營事業者再次變為Express。

- 2016年：

- 2月：開始AbemaTV FRESH!網絡直播。
- 3月：開始LINE LIVE網絡直播。
- 6月：開始JoieTV網絡直播。
- 12月1日：SKY PerfecTV! Premium Service 之衛星一般廣播電視業者由SKY Perfect Broadcasting Corporation轉為SKY Perfect Entertainment。

- 2021年

- 5月：SKY PerfecTV! On Demand服務終止。
- 6月 - 開始dTV頻道實時直播。

- 2022年：

- 3月31日：dTV頻道服務結束。
- 10月31日：「鐵道頻道」新聞Apps停止服務。

- 2023年9月：所屬Youtube頻道增設收費會員制度，免費直播時段亦改為只限首20分鐘。

## 播放方式
頻道進行24小時全年廣播。現時主要皆為不斷重播過往的庫存片，以及每天在不同時間插入每半小時為一節的購物頻道節目（平日12節、星期六7節、星期日6節），頻道每2個月便會在網上發表及後2個月的播放時間表、節目名稱及集數。少部份會有新集數推出的節目，亦會在網頁上及時間表上公佈（首播節目會以黃色框標示）。
另外每個月第一個星期日為免費觀看日，SKY PerfecTV!用戶不論有否訂購皆可以於當日免費觀看（由當日04:00起計的24小時）。

## 常規節目
※暫時只列舉有更新的節目。
- 《新・鐵道一人旅（日语：鉄道ひとり旅）》（2015年1月10日 - ）
- 《旅行觀光列車》（2019年8月3日 - ）
- 《閒聊鐵氣分！》（しゃべ鉄気分！）：原為頻道主持人於在Youtube上就最近的鐵道話題而作的短片，後來轉為在LINE及Twitter（X）上進行的每週清談直播，同時並接受讀者投稿，後來輯錄部份內容於主頻道上播放。
- 《被轉為巴士的地方交通線》（ローカル線をバズらせろ！）
- 《鐵道露營旅》（鉄道キャンプ旅）（2021年7月 - ）

## 外部連結
- 鐵道頻道官方網站
- 鐵道頻道新聞報導 （页面存档备份，存于）
- YouTube上的鐵道頻道頻道
- 鐵道頻道 - LINE LIVE
- 鐵道頻道的Facebook專頁
- 鐵道頻道的X（前Twitter）